# Calospila idmon
Calospila idmon is een vlindersoort uit de familie van de prachtvlinders (Riodinidae), onderfamilie Riodininae.
Calospila idmon werd in 1889 beschreven door Godman & Salvin.